# 色情作品

「XXX」是許多地方用於表示色情內容的標誌

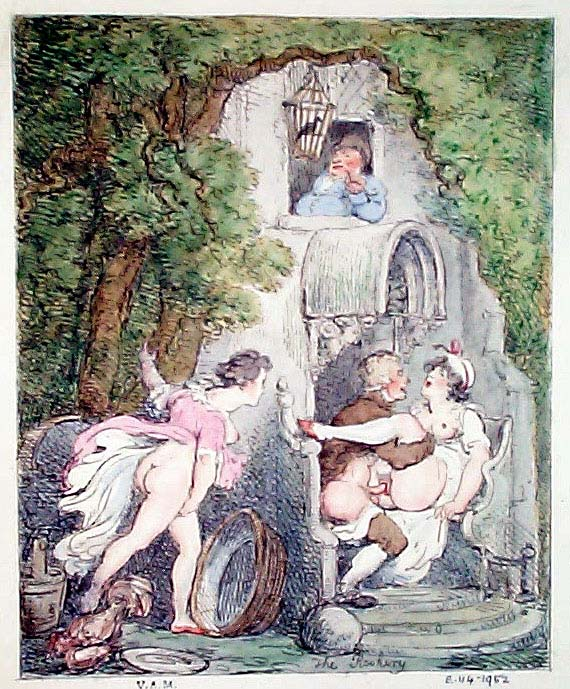
英國18世紀的色情畫作

色情作品是指以讓觀客達至性兴奋为目的的性题材描绘。色情作品可以不同的載體來表達，比如雜誌、動畫、文字、電影、影片、电子游戏。此一用語並不適用於脫衣舞等性相關現場表演。當今色情作品主要由色情模特兒（照片）和色情演員（色情片）所參演。
色情作品歷來存有爭議。社會上一些持份者（包括宗教原教旨主義者、部分女性主義者、保守派）認為所有色情作品理應以法律禁止，他們認為該些作品都是不道德的，甚至使人上癮。另一方面則有些公民自由組織、自由派支持者、部分女性主義者認為色情作品屬表達自由的一部分:503。對於色情作品的定义和態度会隨着不同的历史文化背景而改變。很多西方國家對於色情作品的態度比以往更為宽容，致使淫穢一詞的法律定義也更為收窄。
自20世纪后半叶伊始，色情作品的生產量和消費量不斷提高。家庭录像和互联网的出現致使全世界的色情製品业不斷發展，創造約數十億美元的年收入。仅在美国，商业化的色情制品就創造了25亿美元以上的收入——這個數字把媒體生產、相關產品和服務也計算在內。美国色情产业的产值估計在100-120亿美元之间。在2006年，全球色情产业的产值達97亿美元。這個產業雇用了数以千计的表演者和制作人员。此外，还有专门的行业出版物、贸易团体、颁奖典礼。主流媒体、私人组织（看門狗组织）、政府机构、政治组织都對這個行業有所關注。涉及非給予自主同意者的色情影片和网络性贩卖在21世紀流行的色情网站上佔有一席之位。

## 詞源
「pornography」一词是由古希腊语（pórnē，娼妓；，性交易）、（gráphein，記錄，引申义为「插图」 ）、后缀-ία（-ia，意为状态、财产或地点）結合而成，故經整合後其意思即為「描繪娼妓或性交易的文字或插圖」。该词於希腊语中最早應用的日子不详；目前人們追溯到、關係最密切的希腊语為（pornográphos，意为「有些人在寫娼妓的事」）——出自阿特納奧斯的《学者们之宴会》。當代希腊语「pornographia」（πορνογραφία）為法語「pornographie」的再借用。
在19世紀期間，「Pornographie」一詞已在法國有所應用。不過該一字詞直到1857年才在英語中得到廣泛應用，其亦可能在1842年經由新奥尔良傳入。古典學學者最初引入之時，視其為「一個文縐縐，不具冒犯性的用語，用以形容有關娼妓的寫作」，但其含义很快就擴展到涵蓋「艺术和文学中所有令人讨厌或淫秽的材料」。早至1864年，《韦氏词典》便把之定義為「诲淫的绘画」。包容性较强的「erotica」有時會被視作色情作品的同義詞，它来自古希腊的阴性形容词（erōtikós）——其從（érōs） 演變而來，指欲望和帶有性思想的爱。

## 历史

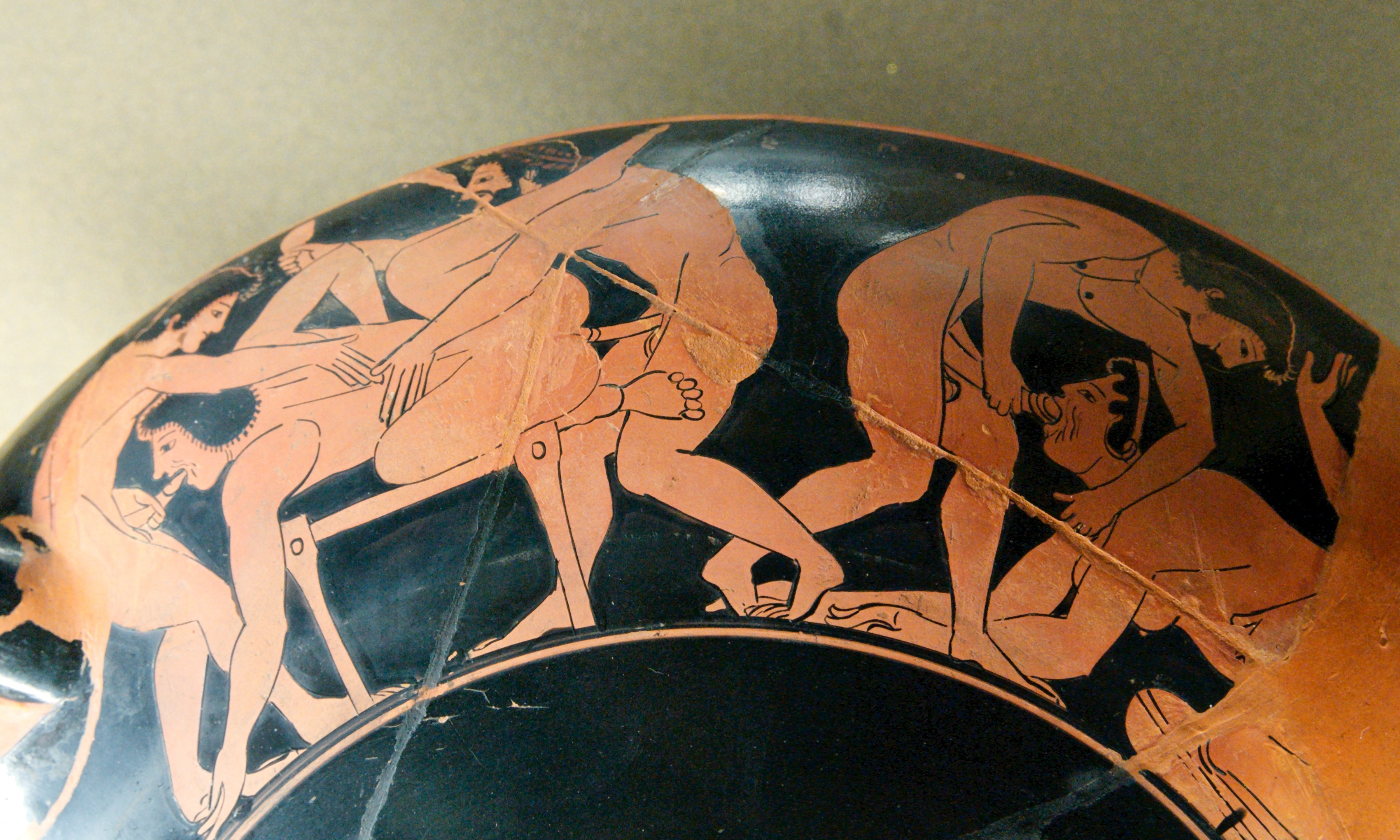
上方繪有情色場景的阿提卡基里克斯杯（成於約公元前510年）

人類對於性事的描繪可追溯至史前時代，有關描繪可見於維納斯小像和岩畫。考古學家發現，從古美索不达米亚出土的器物中，有不少描繪了露骨的異性性行為。
苏美尔早王朝时期的雕刻艺术經常從正面角度描繪採用傳教士式體位的性事場景。於約公元前二千年製成的美索不达米亚祈願牌經常畫有男性從後方跟女性接合的場景，而當中的女性則會彎著腰以吸管喝啤酒。中部亚述人的祈願小雕像則經常以男性站著跟躺在祭壇上的女性接合的場景為主題。学者们传统上會解釋這些場景都是在描繪祭祀性行為，不過它們更有可能跟對伊南娜（性和嫖娼之女神）的崇拜有關。考古學家在亚述古城的伊南娜廟發現很多露骨的性描繪，當中包括男女性器官的模型。
古埃及艺术一般不會描繪有關性交的場面，但後人在其陶器碎片和涂鸦中发现异性性交的基本草图。考古學家亦於德爾麥地那發現了一卷稱作《都灵色情草纸》（55001號莎草紙）的埃及紙卷，其後三分之二由12幅繪有男女各种性爱姿势的小插圖組成。這段草卷據推斷約成於王朝時期（公元前1292–1075年），且由於它的藝術質量較高，故據推測其受眾很有可能是上層階級。目前考古學家尚沒有其他類似的發現。

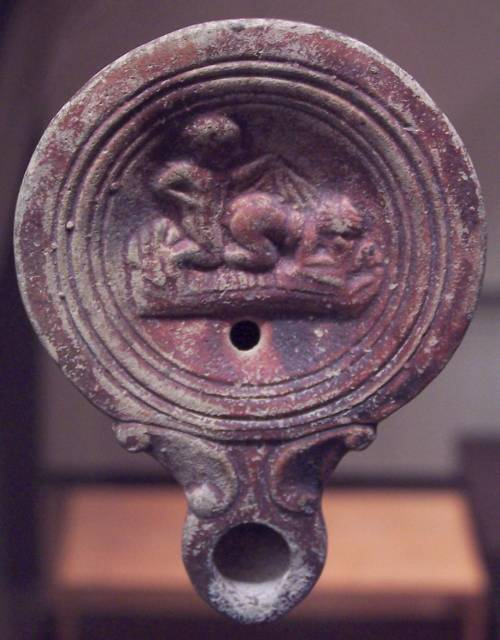
繪有場面性交場面的油燈

福克森（Foxon）表示，《芬妮希爾》（1748年）為「史上第一部英文原創色情散文集，也是第一部使用小說體裁的色情作品」。 它是一本由约翰·克莱兰德創作，並在英格兰以《一個愉悅女人的回憶錄》（Memoirs of a Woman of Pleasure）的名義首度發行的情色小說。該作品歷來飽受爭議及查禁。 
到了19世纪60年代，考古學家對庞贝進行大規模的发掘，致使羅馬人所創作的情色藝術相繼出土。这让自认为是罗马帝国继承人的维多利亚人感到震驚。他们不知道该如何处理这些坦率的性描写，并致力於把它们藏於布下，不讓上層學者以外的人知曉。那些能夠移走的文物則全都送往那不勒斯的密室內，然後鎖上大門；那些不能移走的文物則以外物遮蓋，並封鎖現場，以免傷害婦女、兒童、工人階級的感情。
在約瑟夫·尼塞福爾·涅普斯發明當代的攝影術後，利用照片作載體的色情作品亦應運而生。拿破仑三世的大臣沙爾·奧古斯特·路易·約瑟夫，第一代莫爾尼公爵在當時被認為屬道德低下圈子的人，其成為了最早在大型聚會上展示色情照片的贊助人。
在抑惡協會的推動下，英國於1857年實施了世上首條使色情作品刑事化的法例《1857年淫褻刊物法令》。该法例适用于大不列颠及爱尔兰联合王国，並将出售淫秽材料定为法定罪行，赋予法院没收和销毁违法材料的权力。無獨有偶，美國亦於1873年實施了《康斯托克法》，规定透過郵件送出任何屬「淫穢、下流和/或色情」的物料，即屬違法。
在英國的《1857年淫褻刊物法令》實施之前，出版淫秽材料在普通法上屬小罪。即使材料有明確誘發觀眾性慾的意圖，也很难有效起诉作者和出版商。虽然該法律的出台最终使出版、贩售、贩运某些色情著作和图像的行為變成非法，甚至使得當局下令銷毀商店和仓库存货。但私人擁有和觀看（某種形式的）色情作品一直要去到20世紀才被視為犯罪。
历史学家探讨了色情作品在社会史和道德史中的角色。英國當局在维多利亚时代採取色情作品是為少數人而設的態度——這點可在1868年首度用於庭上的希克林測試上看出，該一測試的內容如下：「對於那些思想開放、願意接受這種不道德事物影響的人而言，此項被指淫穢的事物是否擁有使之墮落和腐化的傾向。」雖然該些物品於此時受到打壓，但縱觀歷史，情色意象的描繪並不罕見。
在1895年电影此一表現媒介為人发明后，色情电影亦立即應運而生。歐仁·皮魯和艾伯特·基爾什內便是其中兩位製作色情電影的先軀。基爾什內为皮魯执导了现存最早的色情电影《Léar》。1896年的电影《洞房夜新娘》包含了路易丝·威利（Louise Willy）在跳脫衣舞的場景。皮鲁的电影引起了法國女性脫衣舞電影的風潮，其他电影人也意识到可以从这类电影中获利

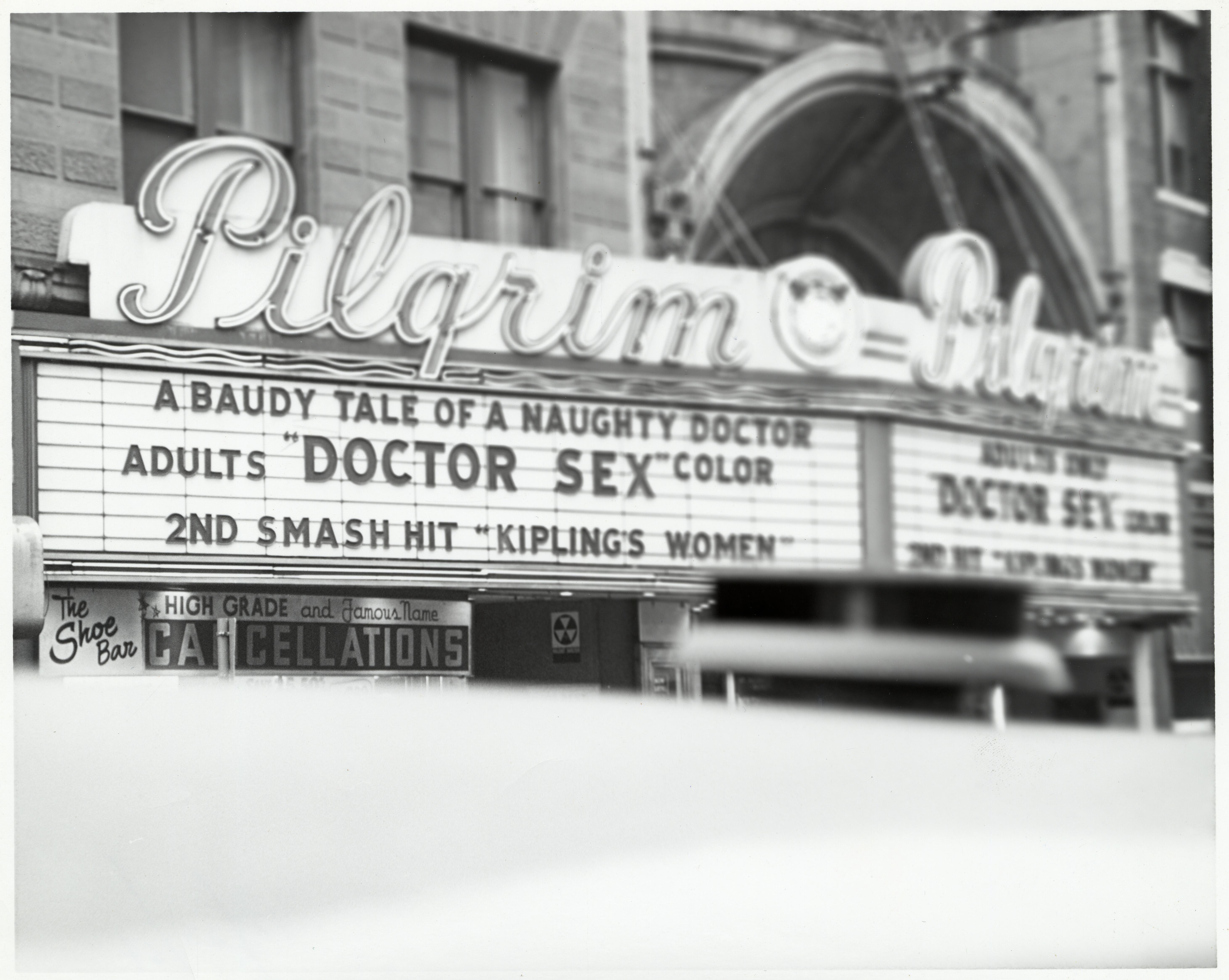
1964年，正在為電影《性博士》（Dr. Sex）打廣告的华盛顿街朝圣者剧院（Pilgrim Theatre）侯车亭

性暴露的电影會使當局起訴製片人和發行商。自1920年代開始，这类電影往往是由業餘愛好者非法製作的，這種情況在美法兩國尤其突出。电影的加工和发行都是有风险的，故此這些事務往往都會隱密進行。1969年，丹麦成为第一个废除审查制度的国家，从而使色情制品去刑罪化。此舉令當地對於色情作品的投資和商業生產大幅上升。不過其他國家對於色情作品的限制仍舊維持，使得它們成為該些國家的走私品，並在很多時候需於「柜台下」出售，或在會員制的電影俱樂部中放映。尽管如此， 安迪·沃荷於1969年推出的《藍色電影》仍是第一部在美國得到廣泛院線發行，擁有露骨性交場面的成人情色電影。該部作品是色情作品黃金期的奠基之作。据沃霍尔介绍，該部電影對《巴黎最後探戈》的拍摄有著重大影響。《巴黎最後探戈》在《蓝色电影》推出後的几年內上映，並由马龙·白兰度主演。它是一部在国际上颇具争议性的情色剧情片。

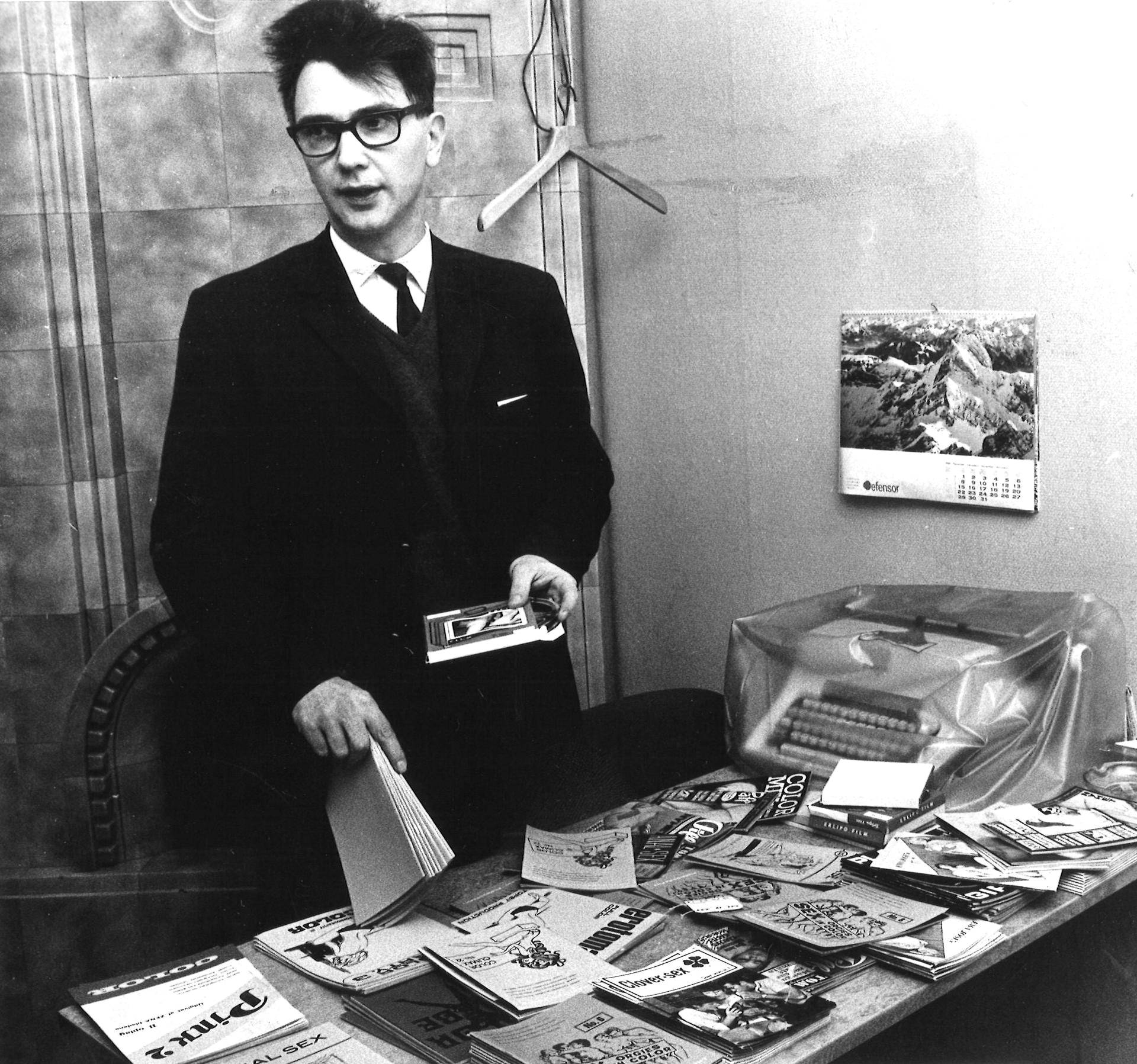
1969年被海关没收的部分色情杂志

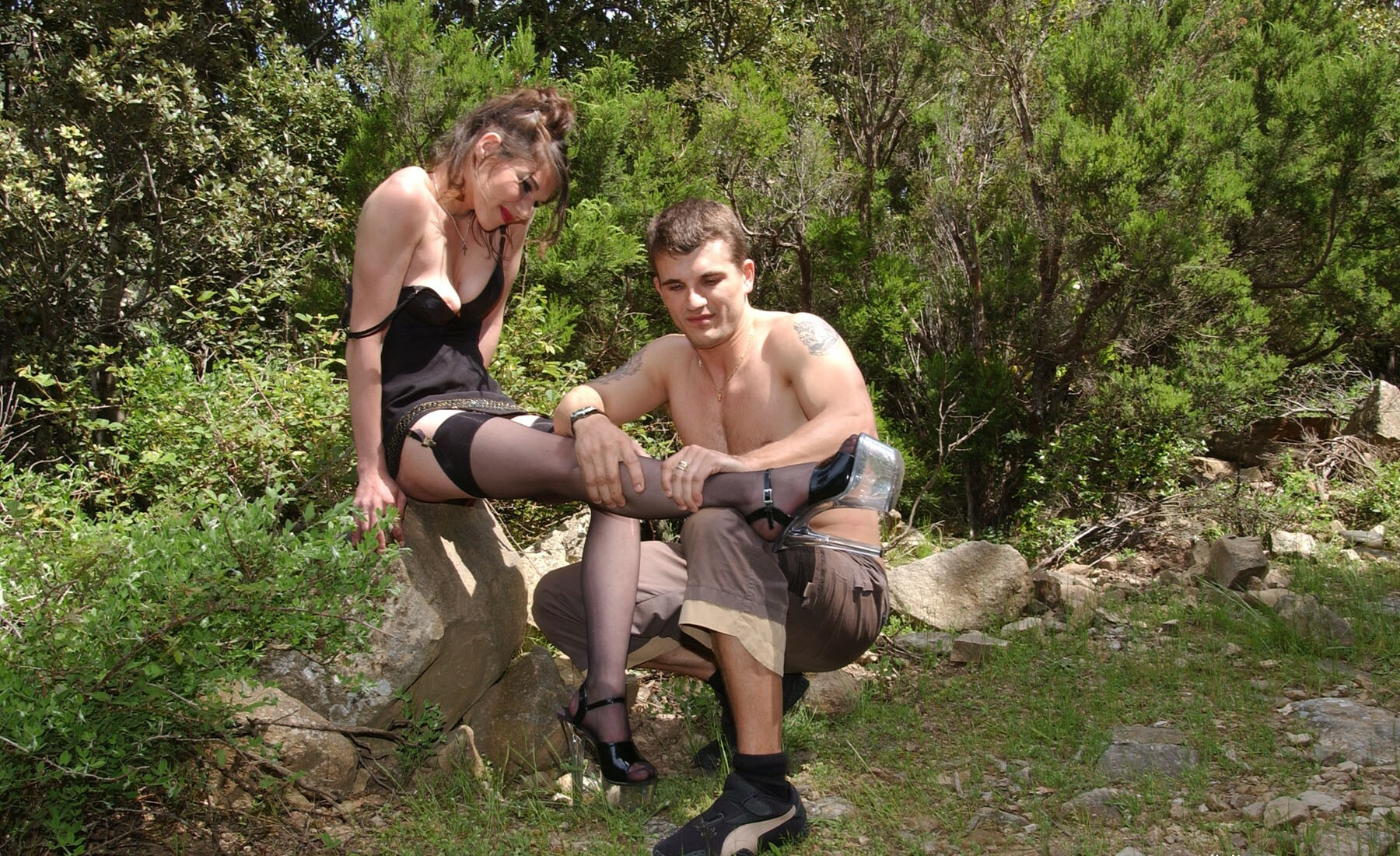
兩名正在拍攝的色情片的演員

2015年的数据显示，在过去的几十年里，观看色情作品的人数有所增加，这是因为自20世纪90年代末，能夠存取万维网的公眾數量和网络色情作品的數量不斷增加。在21世紀初，许多色情制作公司和顶级色情网站全為MindGeek之所收購，比如PornHub、RedTube、YouPorn，有評論認為MindGeek是這門行業的「壟斷者」。
学术界对色情作品的研究甚為有限，這點尤其適用於從文化研究角度入手的研究。這種情況有一部分原因在於女性主義者對於此一議題有著不少爭議。首部經同行評審，並以有關色情作品的研究為重心的學術期刊——《色情研究》，已於2014年面世。

## 分類
在大多數用法中，色情作品跟情色作品會區分開來使用。情色作品在包含性描寫和高級藝術表現的同時，亦會關注情感；而色情作品則以煽情的方式描繪某些行為，以便使人產生強烈的反應。色情作品可大體分為軟調和硬調兩類。一旦作品內包含硬調內容，就可歸類為硬調作品，不論其於作中所佔的比例如何。這兩類作品一般都包含裸體場面。軟調色情作品一般包含以帶有挑逗意味的方式來展示作中者部分裸體或全裸的景象，不過不會包含露骨的性描寫、 插入式性行為、「極端」戀物元素。硬調色情作品則可能包含以視覺形式呈現的性行為和接合。

### 子类型
色情作品有著很多不同的類型和題材。它們主要以异性性行为为题材，並以此為中心，使得整個產業以異性戀為中心。不過亦有一些作品選擇不跟隨主流規範，以非傳統的題材作主打，比如「『胖子』色情作品、业余色情作品、残疾人色情作品、由女性制作的色情作品、同性恋色情作品、BDSM、身体改造」 。
色情作品可根据参与者的身体特征、癖好、性取向、性活动的类型；三次元還是二次元、所從事的行為是否為法律禁止等因素进行分类。有些作品可同時分類作多種類型。以下是分類的部分例子：
- 另類色情作品（英语：Alt porn）
- 业余色情作品（英语：Amateur pornography）
- 綑綁色情作品（英语：Bondage pornography）
- 種族色情作品（英语：Ethnic pornography）
- 戀物色情作品
- 群交
- 真實色情作品（英语：Reality pornography）
- 色情戲仿電影
- 建基於性取向的色情作品
  - 直人色情作品
  - 男同志色情作品
  - 女同志色情作品（英语：Lesbian pornography）
  - 雙性戀色情作品（英语：Bisexual pornography）
- 跨性別色情作品

## 商业性

### 經濟
色情作品業的具體產值備受爭議。1970年，美國联邦一项研究估计，當地硬核色情制品的零售总额不超过1,000万美元。1998年，Forrester Research公司发表了一份線上「成人内容」產業的報告，當中估计年收入为7.5亿至10亿美元。2001年的研究认为，行業的整體收入在26亿至39亿美元之间.。
AVN资深编辑马克·科尔内斯（Mark Kernes）在2007年宣稱，色情作品的零售額達60億美元。此一數字具有一定爭議性。CNBC則在2015年1月稱，成人娱乐业产业的年總額達140亿美元。
部分推測認為色情產品對於媒體的格式之戰有一定影響，比如VHS對Betamax之戰（录像带格式战）、Blu-ray對HD DVD之戰（高清晰度光盘格式之战）。

### 技術

#### 技術發展
科技的進步促使色情作品的生產者以更有效率和質量的方式生產及傳播色情作品。色情作品被认为是是技术发展的推手之一——从印刷术到摄影，再到卫星电视、家庭录像、其他形式的视频和互联网。
随着微型摄像机和无线设备普及化，「偷窥」色情作品亦應運而生，並吸引了部分人士。

#### 电腦生成及篡改照片
數碼化操作需要用到源照片，但有些色情作品完全不需要人类演员便可產生。完全由電腦生成的色情作品為電腦图形学和3D渲染的最早期應用之一。此外隨著技術進步，互動式色情作品的3D人物亦越來越逼真。
完全由電腦生成色情作品的想法很早就有人想過。经电腦改寫的色情作品在90年代後期以前無法以低成本的形式生產。但在21世紀初，它便成為了一個不斷增長的領域，此可歸因於建模和動畫軟件的成熟，以及電腦渲染能力的提升。截至2004年，电腦生成的色情作品一般是跟兒童有关的，且很多場景中皆会與虛構角色發生性行為，如蘿拉·卡芙特。2004年10月發行的《花花公子》的封面角色來自电子游戏《吸血萊恩》。

#### 3D色情作品
由於像《馴龍高手》和《阿凡达》般的3D电影的知名度挺高。故色情行业也對之進行跟进，比如在2011年4月上映的全球首部3D色情電影——《3D肉蒲團之極樂寶鑑》。

### 按地區製作發行

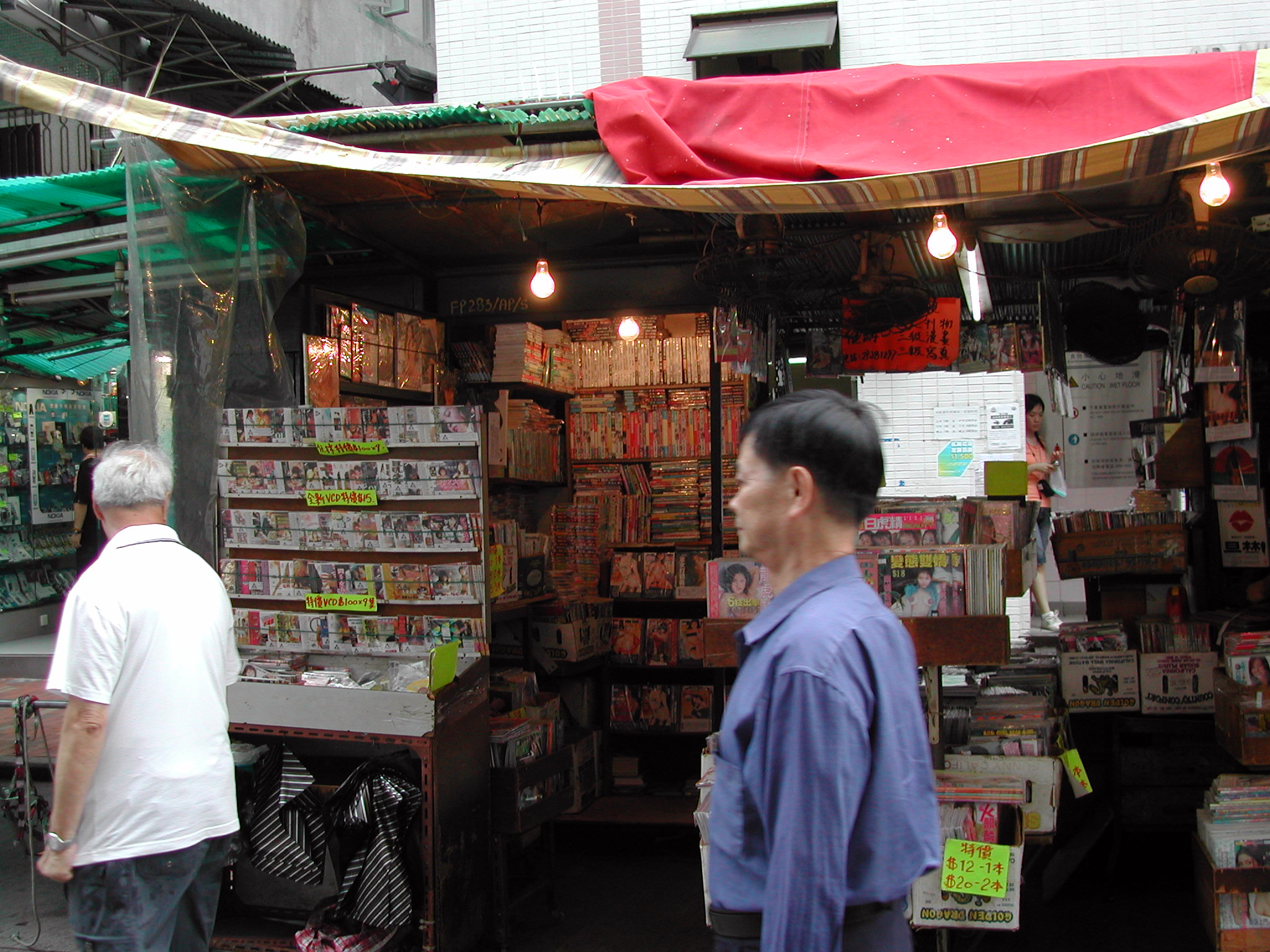
香港一個售賣色情作品的街邊攤位

色情作品的製作發行是頗为重要的經濟活動。色情作品的經濟和它在政界確切影響是一項存有爭議的問題。
在美國，色情電影業以洛杉磯聖費爾南多谷为中心。在歐洲，布達佩斯被視為色情電影業的中心。
由於色情作品業十分關注盜版行業非法複製和發行成人作品的問題，所以其会發起訴訟及反盜版工作。

## 研究分析
有關色情作品影響的研究結果不一。研究者已就色情作品對强奸、家庭暴力、性功能障碍、亲密关系、兒童性虐待的影響進行過大大小小的研究。雖然一些文獻綜述表示，色情圖片和電影能夠使人上癮，但有關證據仍然不足以使人對之下結論。有几项研究得出结论认为，色情作品的自由化可能与强奸和性暴力发生率的下降有关，而其他研究则表明没有影响，或没有结论。

## 法律地位

色情作品在世界各地的法律地位
色情合法
色情合法，但設有某些限制
色情非法
没有數據

色情作品的法律地位每个國家之間差別很大，大多數國家允許至少某種形式的色情內容。在一些國家，軟調色情作品是能夠在一般商店出售或在電視上顯示的。而硬調色情则通常受到監管。兒童色情作品的生產和銷售，以至在很小程度上的佔有，幾乎在所有國家皆是非法的。一些國家對色情暴力或涉及動物的色情作品的描畫加以限制。
大多數國家試圖限制未成年人接觸硬調色情作品，使他們不能从性用品商店、郵購和電視頻道中獲得，以便家長限制。色情作品店通常設有最低年齡限制，或遮蓋部分以至不顯示作品封面。傳播色情內容予未成年人往往是非法的。但許多因此所下的努力都因互聯網色情作品的廣泛傳播，而變得不著邊際。
在美國，一個人收到他或她認為色情（或其他攻擊）的垃圾郵件，可以申請禁制令，一旦申請成功，美國郵政署都会許可接受。
像色情作品創作者拉瑞·弗莱恩特和作家薩爾曼·魯西迪般的人士認为，色情作品的贩賣及傳播是至關重要的自由，一個自由且文明的社會應該以其意願判断能接受的色情作品。
自珍朗赫斯特被謀殺後，英國政府把持有「極端色情」作品定為犯罪。
兒童色情作品在大多數國家是非法的，其一般涉及18歲以下的兒童的演出。在該些國家，任何关於與兒童性行為的電影或照片都被認為是色情和非法的。
色情作品可能侵犯到基本人權，特別是在沒有獲得本人同意就散播性錄像的情況下，其中一個例子就是心懷不滿的性伴侶對外公开性照片或錄像此一現象。在許多國家，做出這樣的活動不僅僅会侵犯隱私或肖像權，且或会造成淫穢作品於市面流通。故此一些司法管轄區已制定了針對「利用於復仇的色情作品」的法律。

### 什麼不是色情作品
美國馬薩諸塞州於2014年7月的刑事案件中作出了一个明確的判決（州起訴REX案），以確定什麼不被認為是色情作品。在國家地理雜誌、社會學教科書和産品目錄上展示的兒童裸體不会在馬薩諸塞州遭認為是色情作品，即使其為一個已定罪或被監禁的性罪犯所管有。

## 其他對色情作品的看法
通常反對色情作品的力量主要來自兩個方面：保守主義的宗教界及特定的女性主義流派（並非所有女性主義流派都反對性產業 如：性積極女性主義，而主要反色情的流派為反色情女性主義、社會女性主義與激進女性主義）。

### 宗教的看法
宗教組織在反對色情作品的行動方面上起了一定作用。在美國，宗教信仰影響着關於色情作品的政治理念構成
。

### 女性主義的看法
包括安德里亞·德沃金和凱瑟琳·麥金儂在內，許多女性主義者皆認為色情作品是在貶低女性，或是会促進对妇女的暴力行为。他們認為生產色情作品的过程可能會帶來對女性从業者的身體、心理或經濟構成負面影響。他們指責色情作品是對女性的統治、侮辱和脅迫，並是強化對強姦和性騷擾的認同的同謀。他們亦指色情作品会嚴重扭曲性關係的印象，並加強與性有关的迷思，因為它總是把女性描述成隨時隨地都渴望與任何人從事性活動，始終積極響應任何男人所提出的要求。他們認為由於色情作品常常表現出女性享受與渴望被男人暴力襲擊、以至說「不想」这樣做時，她們其实很想这樣做的、強忍但結束时便会享受－這可能會影響公眾對法律的理解，如發生性關係的自願性。
相對於這些反對意見，其他女性主義者認為，在20世紀80年代的女同性戀女權運動是對从事色情行業的女性是一項很好的活動。女同性戀女權運動允許有女性演出的色情作品更傾向於女性，因為無論是演員還是觀眾也知道女性想要什麼。他們認為是一件好事，因为在一段很長的時間中，色情行業是男性針對男性而製作。這也令針對女同性戀製作的色情作品崛起。
此外許多女性主義者認為，錄像機和消費類視訊的出現，使針對女性客群製作的色情作品成为可能。消費類視訊使色情視訊的傳播和消費能夠定位女性為合理的色情作品消費者。崔斯坦.桃兒米娜说「針對女性客群製作的色情作品能「創造一個公平的環境」，讓每個人都不被排斥。」